# Kazimierz Zalewski

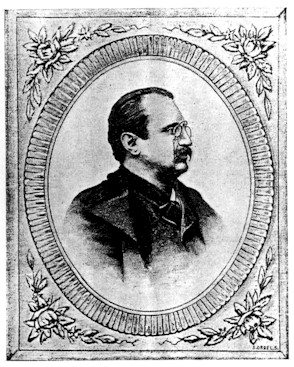
Kazimierz Zalewski (1887)

Kazimierz Zalewski, född 5 december 1849 i Płock, död 11 januari 1919 i Warszawa, var en polsk dramatiker. 
Zalewski, som var verksam som advokat i Warszawa, utvecklade alltifrån början av 1870-talet betydande produktivitet som författare av komedier och farser, präglade av en lätt social satir, vilka på 1880-talet rent av behärskade den polska lustspelsscenen. 
Zalewskis bästa stycken, särskilt Friebe, karakteriserar den tysk-judiska finansvärlden i Polen och dess förhållande till den polska över- och medelklassen. Han skrev även historiska pjäser (Marco Foscarini), som dock hade ringa framgång, och översatte till polska delar av Molière. Han redigerade även den polska konservativa tidskriften "Wiek" (Århundradet).